# Phoxinellus dalmaticus
Phoxinellus dalmaticus är en fiskart som beskrevs av Zupancic och Bogutskaya 2000. Phoxinellus dalmaticus ingår i släktet Phoxinellus och familjen karpfiskar. IUCN kategoriserar arten globalt som akut hotad. Inga underarter finns listade i Catalogue of Life.